# (74208) 1998 RD60
(74208) 1998 RD60 – planetoida z pasa głównego asteroid okrążająca Słońce w ciągu 4,05 lat w średniej odległości 2,54 j.a. Odkryta 14 września 1998 roku.